# Roger Mabillard
 (août 2022).
Si vous disposez d'ouvrages ou d'articles de référence ou si vous connaissez des sites web de qualité traitant du thème abordé ici, merci de compléter l'article en donnant les références utiles à sa vérifiabilité et en les liant à la section « Notes et références ».
Roger Mabillard, né à Martigny le 4 août 1925 et mort à l'hôpital de Montreux le 22 avril 2004, est un militaire suisse.

## Biographie
Fils de Camille Mabillard (1899-1985) et de Julia Mabillard-Emery (1903-1996), frère de Renée Cherbulliez-Mabillard (1929-2006), il épouse Gertrud Bernhardsgrütter (1934-2019) en 1958. Il a deux enfants, Ernest et Sonia, et cinq petits-enfants.
Il s'intéressa très vite à l'armée en observant les avions voler lors de la Seconde Guerre mondiale[réf. nécessaire]. De 1968 à 1970, il suit les cours de l'École de Guerre à Paris[réf. nécessaire].
Il est nommé successivement colonel chef de l'instruction, puis commandant de corps de l'armée suisse entre 1982 et 1987. Ce grade correspond au plus haut grade de l'armée suisse en temps de paix. Durant cette période, à l'initiative du lieutenant-colonel René Martin et du capitaine Camille Bournissen, il autorise la reprise de l'organisation de la course de ski-alpinisme Patrouille des glaciers. Le 5 mai 1984, la compétition est ainsi relancée sous la responsabilité du divisionnaire Adrien Tschumy, commandant de la Division de montagne 10,.
Le 19 septembre 1985 il lui est reproché, lors du rapport des instructeurs du 4 avril 1985, d'avoir, entre autres, déclaré : « être partisan d'une politique de l'information aussi restrictive que possible et il attend du journaliste qu'il adopte plutôt un style de complaisance; sinon, il le considère comme un ennemi potentiel dans le meilleur des cas »[réf. nécessaire]. À la suite d'une indiscrétion, des extraits de ce discours ont été rendus publics[réf. nécessaire].
Le Conseil fédéral répond le 2 décembre 1985 : « les propos du chef de l'instruction de l'armée ne doivent être ni séparés du contexte de l'ensemble de l'exposé ni jugés indépendamment de sa carrière » et « regrette la publication d'un exposé réservé à l'usage exclusif du service avant tout parce que sa communication partielle fut à l'origine d'un regrettable malentendu. »
Roger Mabillard fut, par ailleurs, candidat au grand prix du maire de Champignac pour avoir dit : « J'ai toujours été partisan d'une information dynamique et ouverte, et pas défensive. Je trouve que nous avons une presse qui est parfaitement présentable, pour autant qu'on puisse porter un jugement global ; étant bien entendu qu'il y a la partie boulevard de cette presse qui, naturellement, incorpore certains risques quant à la fidélité de la vérité... »
Il repose au cimetière de Saint-Légier, village dans lequel il vécut les dernières années de sa vie.